# San Xusto (Lousame)
San Xusto es una aldea  española situada en la parroquia de Tojosoutos en el municipio de Lousame (provincia de La Coruña, Galicia).
En 2021 tenía una población de 52 habitantes (27 hombres y 25 mujeres). Está situada a 331 metros sobre el nivel del mar a 7,4 Km de la capital municipal. Las localidades más cercanas son Sedofeito y O Madeiro.